# Jorge Rodríguez Esquivel
Jorge Rodríguez Esquivel (castellà: Jorge Rodríguez)  (Toluca de Lerdo, 18 d'abril de 1968 - 8 d'agost de 2024) va ser un futbolista mexicà. Va formar part de l'equip mexicà a la Copa del Món de 1994.